# Zalophus
Zalophus là một chi sư tử biển trong họ Otariidae. Chi này gồm 3 loài trong đó một loài đã tuyệt chủng:
- Z. californianus: Sư tử biển California[2]
- Z. japonicus: Sư tử biển Nhật Bản †[3]
- Z. wollebaeki: Sư tử biển Galápagos[4]

## Hình ảnh

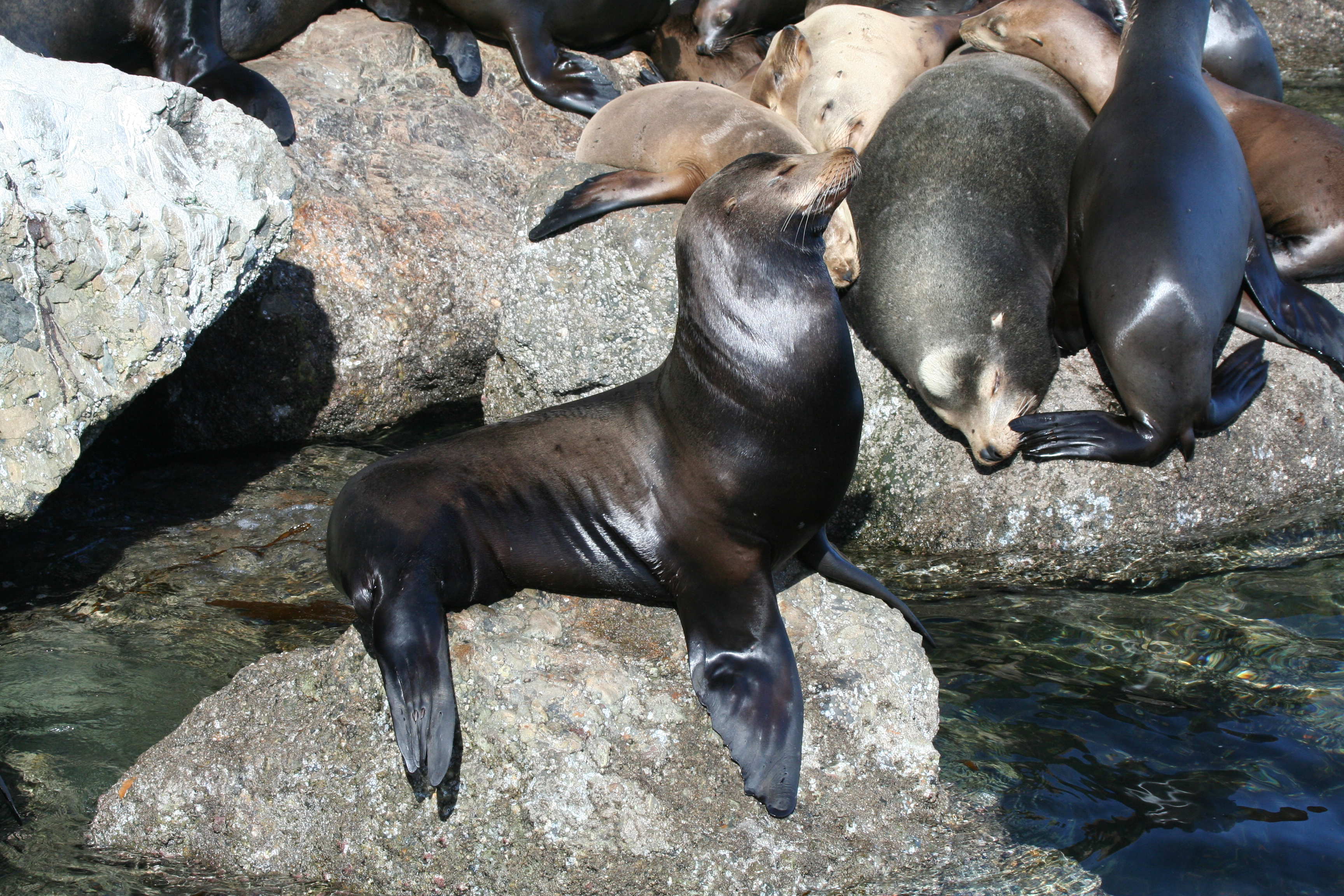
Sư tử biển California
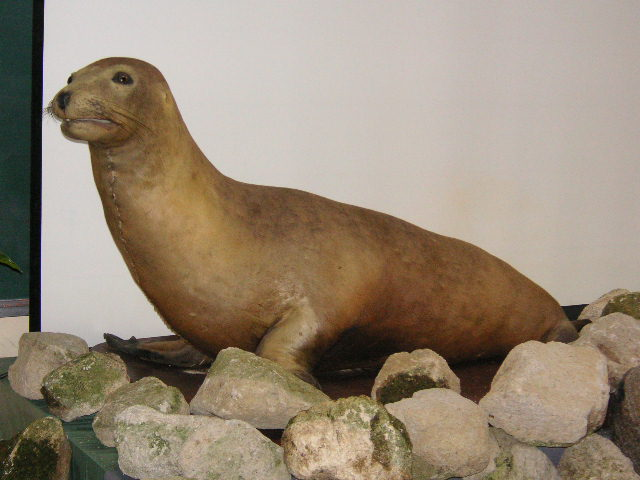
Sư tử biển Nhật Bản
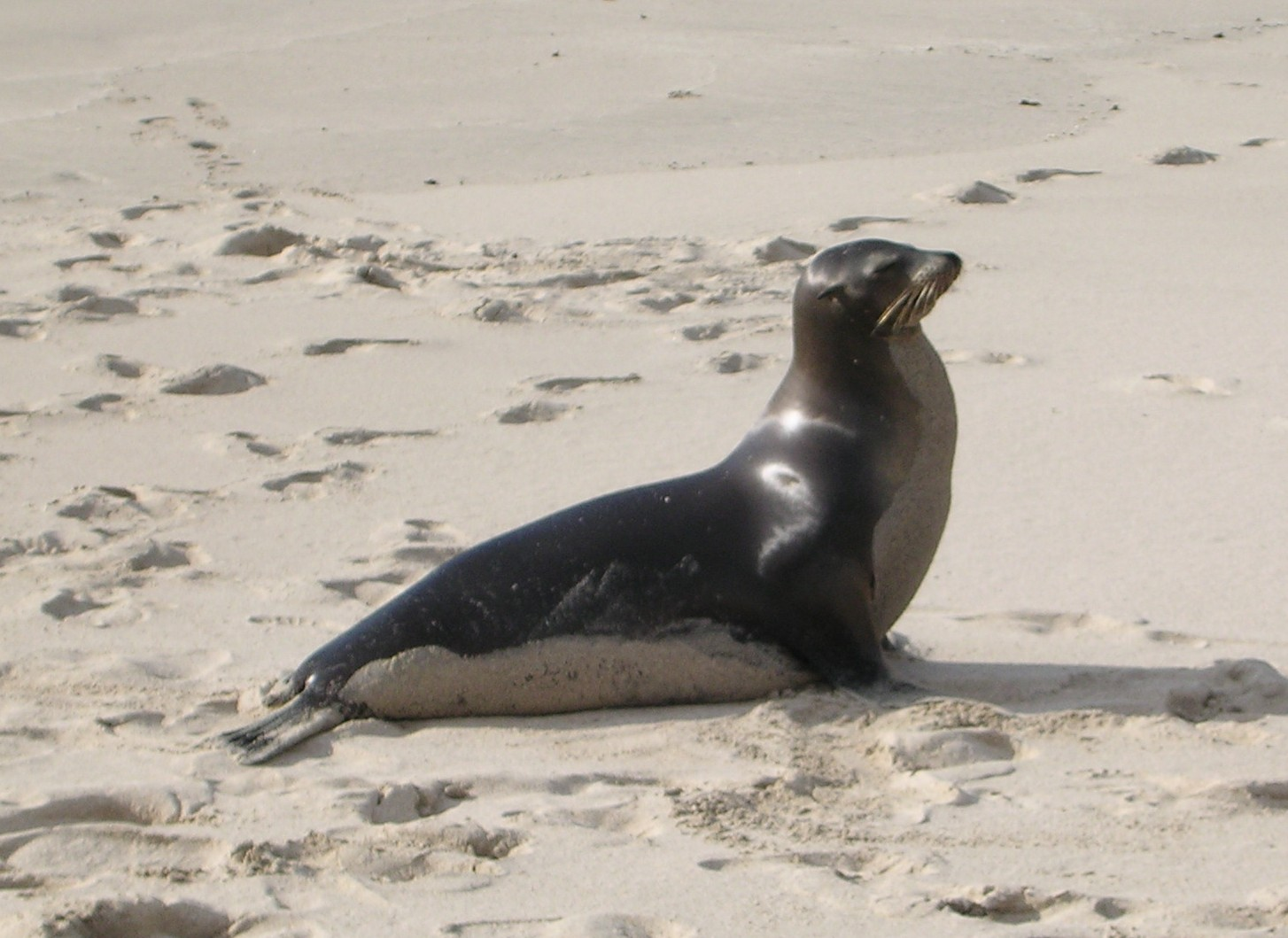
Sư tử biển Galápagos